# فری‌نس
فری‌نس (به انگلیسی: FreeNAS) یک سیستم ذخیره‌سازی متصل به شبکه (NAS) است که مبتنی بر سیستم‌عامل فری‌بی‌اس‌دی و سیستم فایل زی‌اف‌اس توسعه می‌یابد. این سیستم‌عامل، یک سیستم‌عامل آزاد و متن‌باز است. فری‌نس تحت پروانه بی‌اس‌دی منتشر می‌شود و بر روی معماری‌های سخت‌افزاری اینتل ۸۰۳۸۶ و اکس۸۶-۶۴ اجرا می‌شود. فری‌نس از کلاینت‌هایی با سیستم‌عامل ویندوز، مک اواس ده و یونیکس و همینطور از تعدادی میزبان مجازی‌سازی نظیر وی‌ام‌ویر و زن پشتیبانی می‌کند. از جمله قابلیت‌های پیشرفته فری‌نس، می‌توان به پشتیبانی از رمزنگاری دیسک سخت به شکل کامل اشاره کرد. فری‌نس از یک معماری ماژولار برخوردار است و برنامه‌های جانبی می‌توانند به شکل پلاگین به آن اضافه شوند. InfoWorld فری‌نس را به عنوان بهترین سیستم ذخیره‌سازی آزاد نام نهاد.  این سیستم‌عامل تا کنون به ده‌ها زبان ترجمه شده‌است.